# Hodges (Karolina Południowa)
Hodges – miasto w Stanach Zjednoczonych, w stanie Karolina Południowa, w hrabstwie Greenwood.